# Sully Erna
Sully Erna, właściwie Salvatore Paul Erna (ur. 7 lutego 1968 w Lawrence) – lider amerykańskiego zespołu hardrockowego Godsmack. Pochodzi z muzykalnej rodziny. Jego ojciec jest profesjonalnym trębaczem, a dziadek był znanym kompozytorem na Sycylii. Kiedy miał 3 lata, zaczął grać na perkusji. Obecnie mieszka w New Hampshire.
W 2006 roku piosenkarz został sklasyfikowany na 47. miejscu listy 100 najlepszych metalowych wokalistów wszech czasów według Hit Parader.

## Dyskografia
- Sully Erna – Avalon (14 września 2010, Universal Republic)[4]
- Sully Erna – Hometown Life (30 września 2016, BMG Rights Management)[5]

## Filmografia
- We Sold Our Souls for Rock 'n Roll (2001, film dokumentalny, reżyseria: Penelope Spheeris)[6]
- Get Thrashed (2006, film dokumentalny, reżyseria: Rick Ernst)[7]